# (9076) Shinsaku
(9076) Shinsaku (1994 JT) – planetoida z pasa głównego asteroid okrążająca Słońce w ciągu 3,45 lat w średniej odległości 2,28 au. Odkryta 8 maja 1994 roku.